# Nothobranchius vosseleri
Nothobranchius vosseleri är en art av årstidsfisk bland de äggläggande tandkarpar som lever i Tanzania i Afrika. Hanarna kan bli upp till 6 cm långa, honorna något mindre. Arten förekommer sällsynt bland akvarister som specialiserat sig på äggläggande tandkarpar, då ofta kallade "killifiskar". Artnamnet Nothobranchius vosseleri (non Ahl, 1924) är dessutom en synonym till taxonet Nothobranchius palmqvisti, med vilket arten inte ska förväxlas.

## Upptäckt och taxonomi
Arten beskrevs vetenskapligt första gången år 1924 av den tyska zoologen Ernst Ahl i tidskriften Zoologischer Anzeiger, utgiven av Zoologischen Museum Berlin ("Berlins Zoologiska Museum", idag benämnt Museum für Naturkunde eller Humboldtmuseet). Arten är uppkallad efter den tyska zoologen doktor Julius Vosseler (1861–1933), museichef vid Zoologischer Garten Hamburg, som under sina forskningsresor i Östafrika var den som först fann och samlade in exemplar av arten. De specimen som ligger till grund för den vetenskapliga beskrivningen fann han 32 kilometer nordost om den lilla staden Korogwe i regionen Tanga i nordöstra Tanzania. Senare forskning har emellertid visat att arten även förekommer betydligt längre österut, i regionen Singida i de centrala delarna av landet. Holotypen för det vetenskapliga namnet förvarades länge i Zoologischen Museum Berlins samlingar, men har dessvärre förkommit – den omnämns dock i flera publikationer.
Arten är till utseendet relativt lika Nothobranchius orthonotus, vars närmaste fyndort finns i det malawiska distriktet Dowa, cirka 60 mil söder om Singida. Bland de skillnader som finns omnämner den vetenskapliga beskrivningen exempelvis att N. vosseleri alltid har 14 till 16 fenstrålar i ryggfenan (N. orthonotus har 16–18), ett kortare huvud i förhållande till kroppen, samt färre cykloidfjäll längs sidolinjen (25–31 stycken, gentemot 31–33 hos N. orthonotus).

## Akvarieförhållanden
Som flertalet andra äggläggande tandkarpar kan arten hållas i 40–60-liters akvarium. Hannarna är aggressiva mot andra hanar av samma art. Arten bör hållas i så kallade artakvarium, men kan hållas tillsammans med andra lugna, tropiska och subtropiska fiskar med ungefär samma storlek. För att undvika korsningar bör man dock inte hålla dem samman med andra arter ur släktet Nothobranchius. Vattnet bör hålla en temperatur om 24–27 °C och vara neutralt eller ha ett svagt surt pH.

## Uppfödning
Denna årstidsfisk gräver ner äggen i bottenmaterialet varefter äggen behöver en diapaus utan vatten för att överleva och utvecklas. Under denna period bör äggen förvaras i mycket lätt fuktat material – gärna torv – innan de åter läggs ner i vatten, och kläcks. Ägg av Nothobranchius vosseleri utvecklas bäst om diapausen är 3–4 månader lång. En kortare period ger mycket dålig kläckning eftersom äggen då ännu är underutvecklade, och är torrperioden längre än 6 månader blir alla ägg livsodugliga. I likhet med flertalet andra Nothobranchius blir fiskarna könsmogna redan 12–15 veckor efter kläckning.